# 赤坂INTERCITY AIR

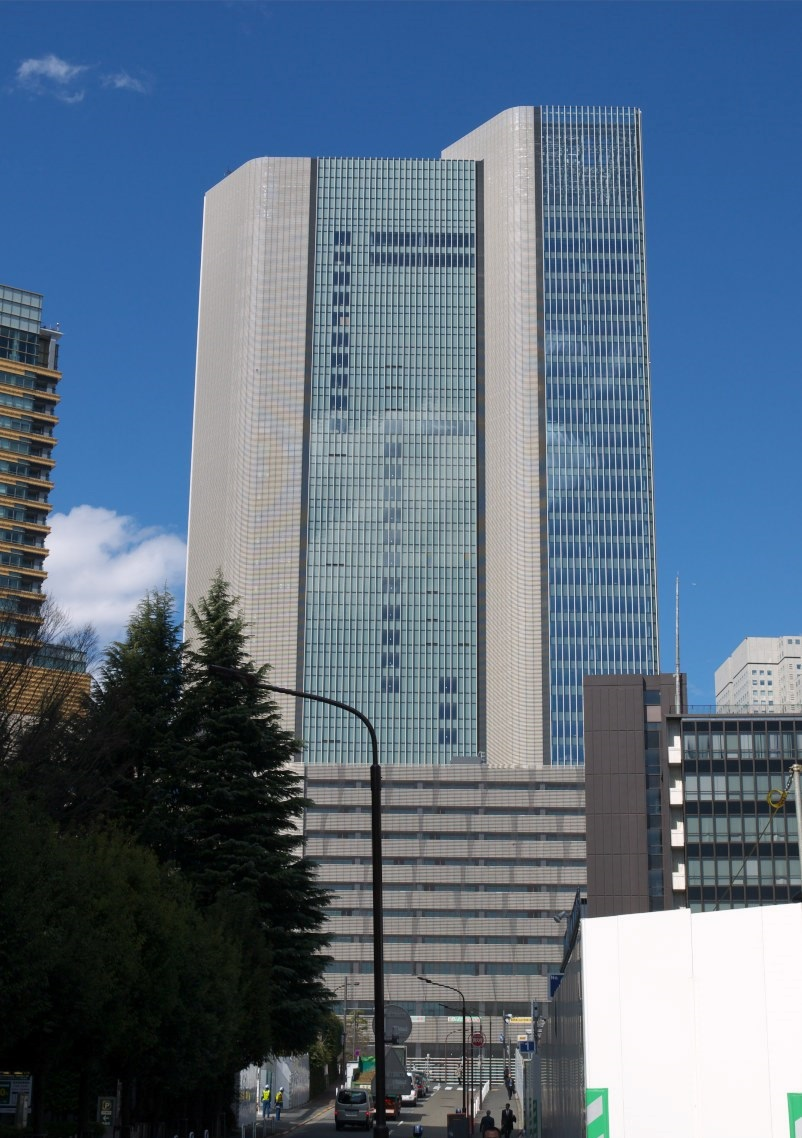
赤坂INTERCITY AIR

赤坂INTERCITY AIR（日语：赤坂インターシティAIR、あかさかインターシティエーアイアール，AKASAKA INTERCITY AIR）是位於日本東京都港區赤坂一丁目的一座摩天大樓。這座建築竣工於2017年8月，開業於9月29日。建築所在地附近在江戶時代曾是儲水池。開發業者日鐵興和不動産將這座建築視為其旗艦大樓，在2018年3月將總部遷入這座大樓。2018年，該建築獲得好設計獎，2019年獲得BCS賞。

## 外部連結
- 赤坂インターシティAIR 公式サイト （页面存档备份，存于）
- 赤坂インターシティAIR （页面存档备份，存于）
- 赤坂インターシティコンファレンス （页面存档备份，存于）